# 지리적 연속성

핀란드 다도해에서의, 핀란드의 자치 지역인 올란드 제도와, 핀란드 본토의 모습.

지리적 연속성(Geographic contiguity)은 정치적 및 지리적인 토지 구분이 다른 토지나 물에 의해 나뉘지 않고 연속됨을 가리키는 지리학의 용어로, 이러한 땅을 '연속적이다'고 표현한다. 예시로, 연속된 미국은, 다른 미국 주와 닿지 않는 알래스카주와 하와이주를 제외한 48개 주를 가리키는 용어이며, '연속된 영국'은 북아일랜드를 제외한 부분을 가리키고, '연속된 유럽연합'은 아일랜드, 스웨덴, 핀란드, 몰타, 키프로스를 제외한 대륙 부분을 가리킨다.
지리적 연속성은 생물학에서 생태 분포를 연구할 때 중요하게 사용하는데, 서식지가 연속적이지 않을 경우, 격리분포에 의해 계절별로 개체가 이동하는 현상이 나타나기 때문이다. 또한 인구조사에서도 인간의 이동에 비슷한 원리를 적용하기도 한다. It also comes into play with electoral geography and politics.
미국의 부동산법과 광물법에서는, 체스판처럼 모서리만 닿는 경우에도 연속적이라고 본다.